# Международный независимый эколого-политологический университет
Междунаро́дный незави́симый эко́лого-политологи́ческий университе́т (Акаде́мия МНЭ́ПУ) — российское негосударственное высшее учебное заведение, существовавшее с 1992 по 2018 год.

## История
Университет был основан в 1992 году академиком РАН Никитой Моисеевым по инициативе Союза общественных экологических фондов России и Всероссийского общества охраны природы, при поддержке Правительства России.
Один из основателей университета так объяснил его создание:

Понимание необходимости создания университета или другого высшего учебного заведения, ориентированного на решение гуманитарных проблем экологии, было естественным следствием многочисленных компьютерных экспериментов на той вычислительной системе, которая еще в 70-е годы была разработан в ВЦ АН СССР для имитации глобальных процессов, протекающих в биосфере. Они убедили меня в том, что естественные науки уже способны в обозримое время сформулировать основные ограничения, которые ставят законы природы человеческой деятельности.
— Никита Моисеев, журнал «Вестник экологического образования»
- До 14 октября 2009 года вуз назывался «Негосударственное образовательное учреждение высшего профессионального образования „Международный независимый эколого-политологический университет“», затем был переименован в Негосударственное образовательное учреждение высшего профессионального образования «Академия МНЭПУ». С 26 февраля 2016 года «Образовательное частное учреждение высшего образования „Международный независимый эколого-политологический университет“».
- В 2012 году был в числе лауреатов конкурса «100 лучших вузов и НИИ России» в номинации «Лучший профильный вуз»[3]. В 2016 году занимал первое место в третьей группе рейтинга частных университетов по версии Ассоциации негосударственных вузов России[4].
- По состоянию на 2015 год в МНЭПУ работали более 400 преподавателей и обучалось более 5000 студентов[5].
- В июне 2017 года Приказом Рособрнадзора лишен государственной аккредитации образовательной деятельности в отношении отдельных программ подготовки.
- 20 апреля 2018 года было приостановлено действие лицензии на ведение образовательной деятельности;
  - 28 апреля этого же года все сотрудники, кроме ректора и главного бухгалтера, подали заявления на увольнение по собственному желанию.
  - До закрытия в МНЭПУ также действовали Центр исследования актуальных проблем современности и издавался аналитический ежегодник «Россия в окружающем мире»[6].

## Известные преподаватели
- Дурновцев Валерий Иванович
- Купцов Владимир Иванович
- Марфенин Николай Николаевич
- Моисеев Никита Николаевич
- Реймерс Николай Фёдорович
- Тер-Акопов Аркадий Авакович
- Чернова Нина Михайловна
- Черняховский Сергей Феликсович

## Известные выпускники
- Сергей Байдаков
- Денис Безносов
- Иван Большаков
- Ирина Воробьёва
- Борис Иогансон
- Макс Каур
- Андрей Кондрашов
- Павел Святенков
- Татьяна Становая
- Илья Яшин